# بيل كاري (لاعب كرة قدم)
بيل كاري (بالإنجليزية: Bill Curry)‏ هو لاعب كرة قدم بريطاني، ولد في 12 أكتوبر 1935 في Longbenton ‏ في المملكة المتحدة، وتوفي في 20 أغسطس 1990 في منسفيلد ‏ في المملكة المتحدة. شارك مع منتخب إنجلترا تحت 21 سنة لكرة القدم. أما مع النوادي، فقد لعب مع برايتون أند هوف ألبيون وديربي كاونتي ونادي تشيسترفيلد ونادي مانسفيلد تاون ونيوكاسل يونايتد.